# Регресија (геологија)
Регресија (лат. regressio - повратак) представља повлачење мора са копна, било услед издизања копна, било услед спуштања нивоа мора.

Ово колебање обалске линије је изазвано епирогеним покретима. Они представљају вековна осцилирања и колебања између континенталних блокова и океанских басена, у виду таласа огромног распона, али релативно малог вертикалног износа, при чему се основна структура слојева Земљине коре битно не мења. Процес тог спорог засвођавања континената и угибања океанских басена означава се као епирогенеза (грч. epiros - копно и genesis - настанак).
Континуитет епирогених покрета често се прекида: периоди кретања смењују се периодима мировања. Издизања и спуштања на истом терену међусобно се смењују.
Епирогени покрети одигравају се у великим временским размацима обухватајући читаве геолошке периоде. Због тога се они означавају и као вековна, секуларна колебања (lat. saeculum - век). Како су то, за човеков век, веома спора кретања, то их постајемо свесни, управо, на основу трансгресија и регресија.
Ако су континентални блокови захваћени регресијом и лагано се издижу, онда су то епирогени покрети издизања.
Геолошком методом, регресија се запажа преко појаве нове серије маринских седимената, у којима се срећу фосили карактеристични за дату средину таложења. Дакле, геолошком методом је релативно лако утврдити регресију: због повлачења обалских линија и спуштања морског нивоа, преко седимената дубоководних фација (муља и глина) таложе се слојеви карактеристични за плићу воду у обалском појасу (шљунак, груби песак).
Међутим, регресија се не јавља само као последица епирогених покрета, већ и као последица других тектонских покрета (радијалних и тангенцијалних орогених покрета), и климатских промена (појаве глацијалних периода на Земљи).